# Dense Inert Metal Explosive
La Dense Inert Metal Explosive (DIME) est, en 2009, une munition expérimentale à base d'une enveloppe en fibres de carbone contenant un explosif mélangé à un alliage de poudre de tungstène avec également du cobalt, du nickel ou du fer. Sa production à usage militaire a débuté au début des années 2000.
Il est emporté par la bombe GBU-39 d'une masse totale de 113 kg contenant 17 kg d'explosif. Il possède un grand pouvoir létal mais son effet se dissipe au-delà de 10 mètres grâce à l'inertie du tungstène dont le rôle est de remplacer les éclats habituellement générés par l'enveloppe qui, dans le cas des DIME en fibre de carbone, se pulvérise à l'explosion. Le souffle de l'explosion a un rayon d'action limité afin d'éviter les dommages collatéraux,.

## Composition
Ce type d'armes se compose de deux éléments principaux, le vecteur et l’explosif :
1. Le vecteur doit être aussi précis que possible : la solution trouvée est la roquette ou le missile à guidage GPS de très haute précision (un écart circulaire probable quelques mètres) ou le guidage laser (quelques décimètres).
2. L'explosif est très puissant. Y est incorporé une poudre très dense d'un alliage de métaux lourds et de tungstène (HMTA pour heavy metal - tungsten alloy) et d'autres métaux, tels que cobalt, nickel ou fer à haute densité)[3].

Deux types d'alliage HMTA existent :
1. rWNiCo : tungstène (91-93 %), nickel (3-5 %) et cobalt (2-4 %) ;
2. rWNiFe : tungstène (91-93 %), nickel (3-5 %) et fer (2-4 %).

## Effet sur la santé
Les bombes de ce type créent des dommages très importants sur la matière vivante et les tissus mous (derme, muscles et os, constitués essentiellement d’eau) dans un rayon inférieur à 10 mètres, et peu ou pas au-delà. Les blessures provoquées sont quasiment incurables et conduisent généralement à l'amputation. Effet connexe, la contamination de l’organisme par ces métaux lourds favorise l’apparition de cancer chez les survivants. Les particules induisent à court terme des transformations néoplasiques des ostéoblastes chez l'homme. Une étude du Département américain de la santé sur les rats a indiqué en 2005 que l'HMTA induisait à court terme des rhabdomyosarcomes.

## Utilisation
Les armes DIME sont particulièrement utiles dans le cadre d'une guerre asymétrique, puisqu'elles permettent à une armée de frapper des cibles limitées, y compris dans des zones de forte densité.
Ce nouvel armement aurait été expérimenté par Israël au Sud-Liban et à Gaza durant l'été 2006 pendant l'opération Pluie d'été, ainsi qu'en 2009 durant l'opération Plomb durci. Selon plusieurs médecins en activité à Gaza, qui ont observé sur les victimes des lésions identiques à celles constatées lors des opérations précitées, ces armes seraient également utilisées dans le cadre de l'Opération Bordure protectrice qui est menée en 2014.